# نقل بري

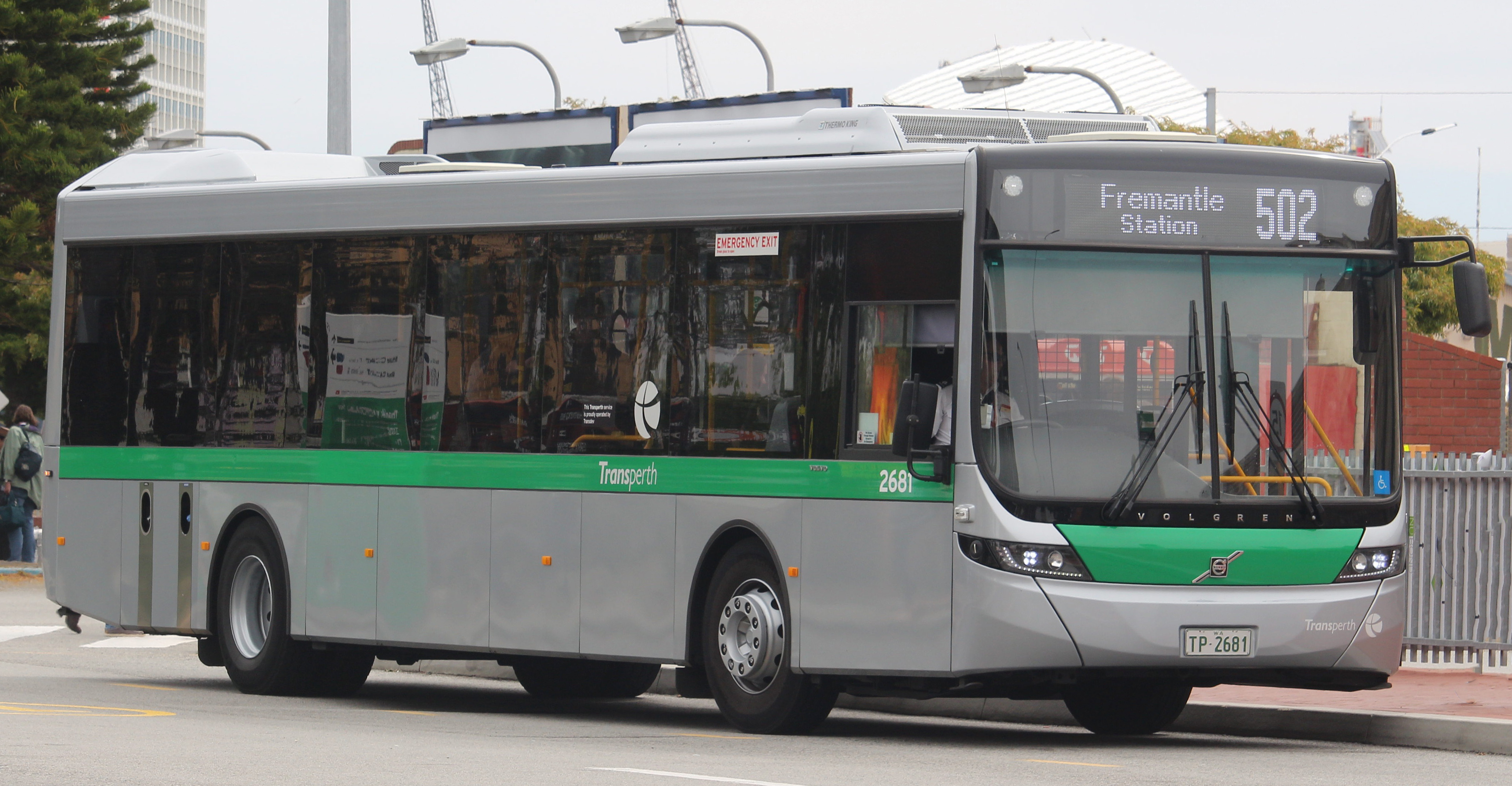
Transperth 2018 Volgren Optimus bodied Volvo B7RLE diesel Rt. 502

النقل بالطريق أو النقل البري هو نوع من أنواع النقل باستخدام الطرق. يمكن تجميع النقل على الطرق تقريبًا في نقل البضائع ونقل الأشخاص. في العديد من البلدان، تضمن متطلبات الترخيص وأنظمة السلامة الفصل بين هذين القطاعين. قد تكون الحركة على الطرقات بالدراجة أو السيارات أو الشاحنات أو الحيوانات مثل الحصان أو الثيران. تم اعتماد شبكات الطرق القياسية من قبل الرومان والفرس والأزتيك والإمبراطوريات المبكرة الأخرى، ويمكن اعتبارها سمة من الإمبراطوريات. قد يتم نقل البضائع بواسطة شركات النقل بالشاحنات، في حين يمكن نقل الركاب عبر النقل الجماعي. تشمل الميزات المحددة بشكل شائع للطرق الحديثة الممرات والإشارات المحددة. داخل الولايات المتحدة ، ترتبط الطرق بين المناطق عبر نظام الطرق السريعة.
تعتمد طبيعة النقل البري للبضائع، بصرف النظر عن درجة تطوير البنية التحتية المحلية، على المسافة التي يتم نقل البضائع بها عن طريق البر، ووزن وحجم الشحن الفردي، ونوع البضائع المنقولة. للمسافات القصيرة والضوء، قد يتم استخدام الشحنات الصغيرة شاحنة أو شاحنة صغيرة. بالنسبة للشحنات الكبيرة، حتى لو كانت حمولة الشاحنة الكاملة أقل من الشاحنة، فهي أكثر ملاءمة. (انظر أيضا النقل بالشاحنات والسفن أدناه). في بعض البلدان، يتم نقل البضائع عن طريق البر في عربات تجرها الخيول أو العربات التي تجرها الحمير أو غيرها من المحركات. تعتبر خدمات التوصيل في بعض الأحيان فئة منفصلة عن نقل البضائع. في العديد من الأماكن، يتم نقل الوجبات السريعة على الطرق بواسطة أنواع مختلفة من المركبات. للتوصيل الداخلي للمدينة من الطرود الصغيرة ومستندات سعاة الدراجات شائعة جدًا.
يتم نقل الناس على الطرق. قد تتوفر أيضًا وسائل خاصة للنقل الفردي عبر البر مثل العربات ذات العجلات. هناك أيضًا طرق متخصصة للنقل البري لحالات معينة، مثل سيارات الإسعاف.

## تاريخ النقل البرى
كانت الطرق الأولى للنقل البري هي الخيول أو الثيران أو حتى البشر الذين يحملون البضائع عبر مسارات ترابية تتبع غالبًا مسار اللعبة. قام الفرس فيما بعد ببناء شبكة من الطرق الملكية عبر إمبراطوريتهم.
مع ظهور الإمبراطورية الرومانية ، كانت هناك حاجة لأن تتمكن الجيوش من السفر بسرعة من منطقة إلى أخرى، وكانت الطرق الموجودة في كثير من الأحيان موحلة، الأمر الذي أدى إلى تأخير حركة الجماهير الكبيرة من القوات. لحل هذه المشكلة، بنى الرومان طرقًا متينة ودائمة. استخدمت الطرق الرومانية أسطح الطرق العميقة من الأحجار المكسرة كطبقة أساسية لضمان بقائها جافة، حيث أن المياه سوف تتدفق من الحجر المكسر، بدلاً من أن تصبح طينية في التربة الطينية. قامت الخلافة الإسلامية فيما بعد ببناء طرق معبدة في بغداد
يتم نقل الناس على الطرق. قد تتوفر أيضًا وسائل خاصة للنقل الفردي عبر البر مثل العربات ذات العجلات. هناك أيضًا طرق متخصصة للنقل البري لحالات معينة، مثل سيارات الإسعاف.
مع تطور الدول وأصبحت أكثر ثراءً، خاصةً مع عصر النهضة ، بدأ بناء طرق وجسور جديدة، استنادًا إلى التصميمات الرومانية. على الرغم من وجود محاولات لإعادة اكتشاف الأساليب الرومانية، لم يكن هناك سوى القليل من الابتكار المفيد في بناء الطرق قبل القرن الثامن عشر.
طريق الشمال العظيم بالقرب من البوابة العليا عند الاقتراب من لندن قبل ركوب الدراجات. كان الطريق السريع ممزّقًا بعمق وانتشر على الأرض المجاورة.
ابتداءً من أوائل القرن الثامن عشر، بدأ البرلمان البريطاني في تمرير سلسلة من الأفعال التي أعطت للقضاة المحليين صلاحيات لإقامة بوابات حصيلة على الطرق، في مقابل صيانة احترافية. أصبحت بوابة الرسوم التي أقيمت في Wade's Mill أول بوابة حصيلة فعالة في إنجلترا. تم إنشاء أول مخطط كان له أمناء ليسوا قضاة من خلال قانون Turnpike في عام 1707 ، لقسم من طريق لندن تشيستر بين فوتهيل وستوني ستافورد. كان المبدأ الأساسي هو أن الأمناء سوف يديرون الموارد من العديد من الأبرشيات التي مر خلالها الطريق السريع، مما يزيد من رسوم المستخدمين من خارج الأبرشيات ويطبقونها بالكامل على صيانة الطريق السريع الرئيسي. أصبح هذا هو النمط لركوب الدراجات في عدد متزايد من الطرق السريعة، التي سعى إليها أولئك الذين يرغبون في تحسين تدفق التجارة من خلال جزء من المقاطعة.
كانت جودة الطرق الوعرة المبكرة متنوعة. على الرغم من أن الدوران السريع أدى إلى بعض التحسن في كل طريق سريع، إلا أن التقنيات المستخدمة للتعامل مع السمات الجيولوجية والصرف وتأثيرات الطقس كانت جميعها في مهدها. تحسن بناء الطرق ببطء، في البداية من خلال جهود المساحين الفرديين مثل جون ميتكالف في يوركشاير في الستينيات من القرن التاسع عشر. بدأ بناة المصانع الحربية البريطانية في إدراك أهمية اختيار الحجارة النظيفة للتصفح مع استبعاد المواد النباتية والطين، مما أدى إلى طرق أكثر متانة

## النقل بالشاحنات

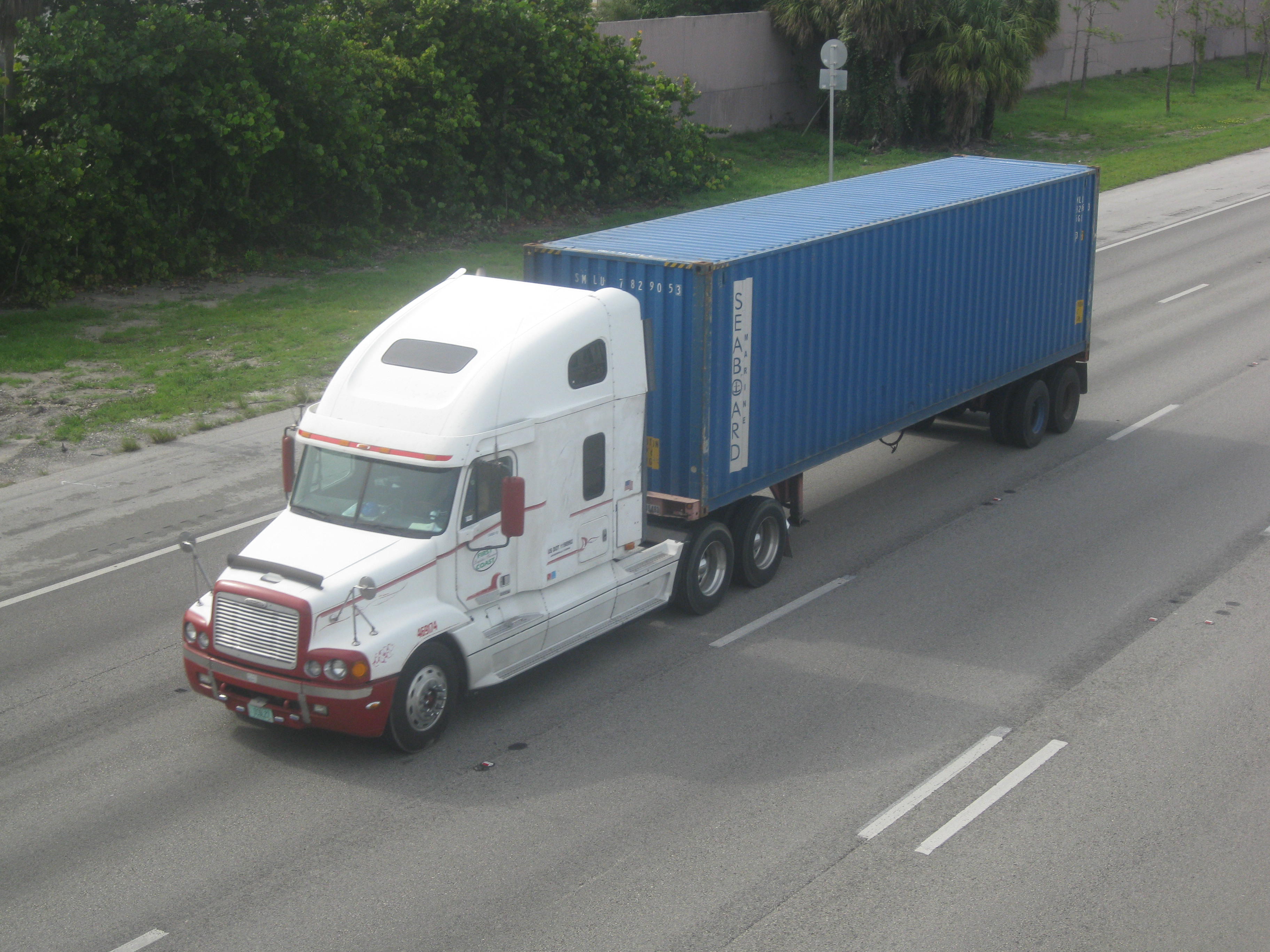
Intermodal Transport by Truck

شركات النقل بالشاحنات (AE) أو شركات النقل / الناقلون (BE) تقبل البضائع للنقل البري. يعمل سائقو الشاحنات إما بشكل مستقل - يعملون مباشرة مع العميل - أو من خلال شركات الشحن أو وكلاء الشحن. تقوم بعض الشركات الكبرى (مثل سلاسل متاجر البقالة) بتشغيل عمليات النقل بالشاحنات الداخلية الخاصة بها. بلغ حجم سوق النقل بالشاحنات العامة حوالي 125 مليار دولار في عام 2010.
في الولايات المتحدة، يمتلك العديد من سائقي الشاحنات شاحنتهم (تلاعب) ، ويعرفون باسم مشغلي المالكين. تتم بعض عمليات النقل البري على طرق منتظمة أو لمرسلة واحدة فقط لكل عملية تشغيل، بينما يقوم البعض الآخر بنقل البضائع من العديد من محطات التحميل / الشاحنين إلى مختلف المرسلين. في بعض فترات التشغيل الطويلة، لا يُعرف سوى الشحن لساق واحدة من الطريق (إلى) عند تحميل الشحنة. قد يضطر سائقو الشاحنات إلى الانتظار في الوجهة للحصول على وصلة عودة. [16]
توفر بوليصة الشحن الصادرة من الشاحن المستند الأساسي للشحن البري. فيما يتعلق بالنقل عبر الحدود، سيقدم سائق الشاحنة البضائع والمستندات التي يقدمها الشاحن إلى الجمارك لفحصها (للاطلاع على الاتفاقية الأوروبية انظر أيضًا اتفاقية شنغن). ينطبق هذا أيضًا على الشحنات التي يتم نقلها من منفذ مجاني

## الطرق الحديثة

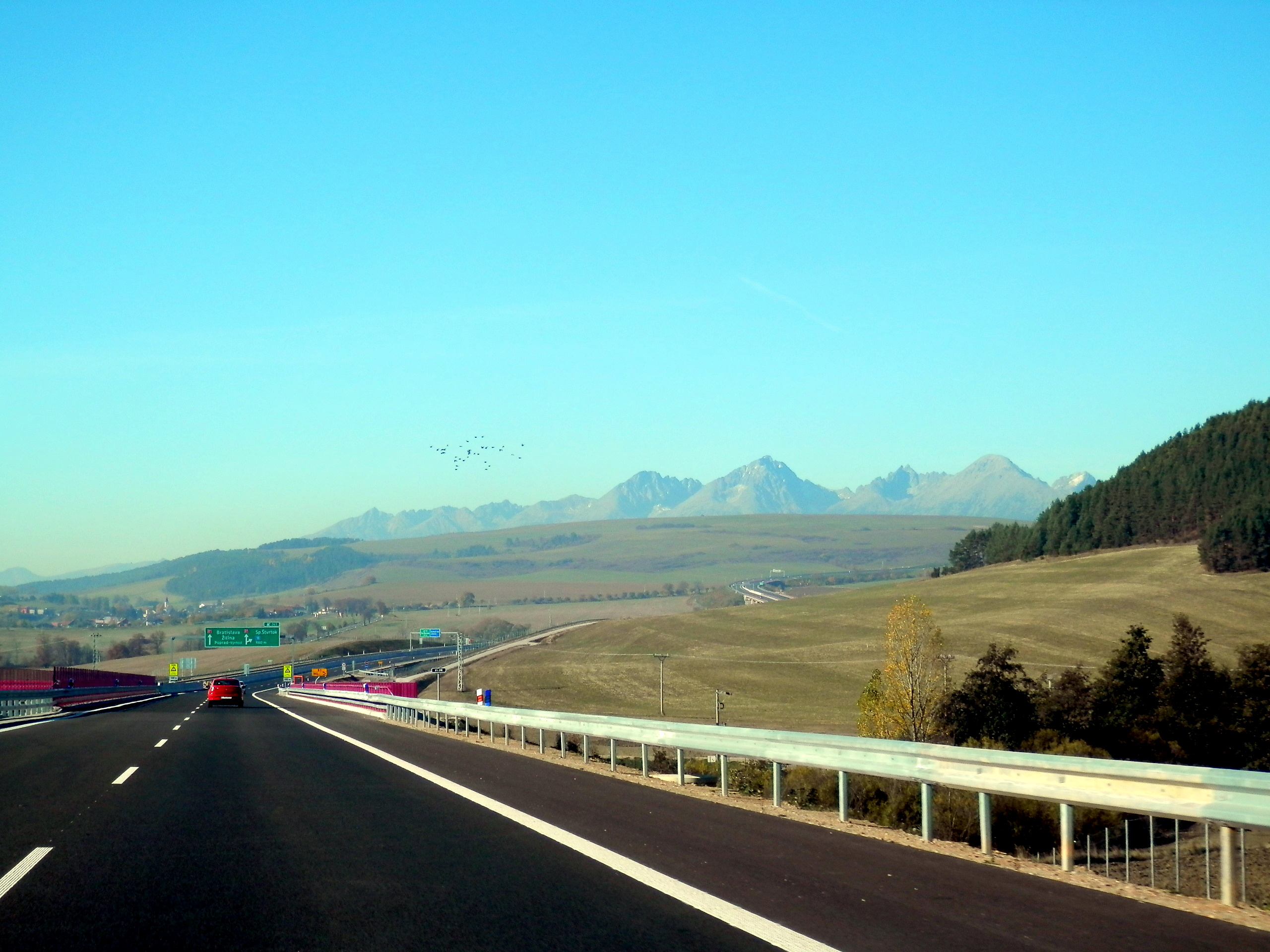
HighwayD1Spiš15Slovakia25

الطرق هي في الأساس الأسفلت أو الخرسانة. يعتمد كلاهما على مفهوم McAdam الخاص بمجموع الأحجار في الموثق أو الأسمنت الإسفلت أو أسمنت بورتلاند على التوالي. يُعرف الإسفلت بأنه رصيف مرن، سوف «يتدفق» ببطء تحت قصف حركة المرور. الخرسانة عبارة عن رصيف صلب يمكن أن يستغرق أحمالًا أثقل لكنه أغلى ويتطلب قاعدة فرعية أكثر تحضيرًا بعناية. لذلك، بشكل عام، الطرق الرئيسية ملموسة والطرق المحلية هي الأسفلت. غالبًا ما يتم تغطية الطرق الخرسانية بطبقة رقيقة من الأسفلت لإنشاء سطح يرتدي.
تم تصميم الأرصفة الحديثة لأحمال المركبات الأثقل والسرعات الأسرع، والتي تتطلب ألواح أكثر سمكًا وقاعدة فرعية أعمق. Subbase هي الطبقة أو الطبقات المتتالية من الحجر والحصى والرمل التي تدعم الرصيف. هناك حاجة لنشر حمل لوحة تحمل على التربة الأساسية وللتخلص من أي ماء الحصول على تحت ألواح. سيقوض الماء الرصيف بمرور الوقت، والمقصود بالكثير من تصميم مفصل الرصيف والرصيف هو تقليل كمية المياه التي تحصل عليها وتظل تحت الألواح.
الكتفين هي أيضا جزء لا يتجزأ من تصميم الطرق السريعة. فهي متعددة الأغراض. يمكن أن توفر هامشًا للتخليص الجانبي وملجأ للمركبات العاجزة وممر للطوارئ وأماكن لوقوف السيارات. كما أنها تخدم غرض التصميم، وهو منع المياه من الترشح في التربة بالقرب من حافة الرصيف الرئيسي. تم تصميم رصيف الكتف وفقًا لمعايير أقل من الرصيف بالطريقة المقطوعة ولن يصمد أيضًا أمام حركة المرور ، لذا فإن القيادة على الكتف محظورة عمومًا.
لا تزال تقنية الأرصفة تتطور، وإن لم يكن ذلك بزيادات لم تلاحظ بسهولة. على سبيل المثال، المضافات الكيماوية في مزيج الرصيف تجعل الرصيف أكثر مقاومة للعوامل الجوية، كما أن الحز وغيرها من المعالجات السطحية تعمل على تحسين مقاومة التزحلق والهيدروبلين، وأختام المفاصل التي كانت ذات يوم مصنوعة من القطران من النيوبرين منخفض الصيانة.